# 8e étape du Tour de France 2003
Pour un article plus général, voir Tour de France 2003.
La 8e étape du Tour de France 2003 s'est déroulée le 13 juillet 2003 entre Sallanches et l'Alpe d'Huez sur un parcours de 219 km. Elle a été remportée en solitaire par le Basque Iban Mayo. L'Américain Lance Armstrong prend le maillot jaune à Richard Virenque.

## Classement de l'étape
| \| Classement de l'étape \| Classement de l'étape \| Classement de l'étape \| Classement de l'étape \| Classement de l'étape \| \| Coureur \| Coureur \| Pays \| Équipe \| Temps \| \| --------------------- \| --------------------- \| --------------------- \| ----------------------------- \| --------------------- \| \| 1er \| Iban Mayo \| Espagne \| Euskaltel-Euskadi \| 5 h 57 min 30 s \| \| 2e \| Alexandre Vinokourov \| Kazakhstan \| Telekom \| + 1 min 45 s \| \| 3e \| Lance Armstrong \| États-Unis \| US Postal Service-Berry Floor \| DQ \| \| 4e \| Francisco Mancebo \| Espagne \| iBanesto.com \| + 2 min 12 s \| \| 5e \| Haimar Zubeldia \| Espagne \| Euskaltel-Euskadi \| + 2 min 12 s \| \| 6e \| Joseba Beloki \| Espagne \| ONCE-Eroski \| + 2 min 12 s \| \| 7e \| Tyler Hamilton \| États-Unis \| CSC \| + 2 min 12 s \| \| 8e \| Ivan Basso \| Italie \| Fassa Bortolo \| + 2 min 12 s \| \| 9e \| Roberto Laiseka \| Espagne \| Euskaltel-Euskadi \| + 2 min 12 s \| \| 10e \| Pietro Caucchioli \| Italie \| Alessio \| + 3 min 36 s \| |                      |            |                               |                 |
| |                      |            |                               |                 |
| |                      |            |                               |                 |
| Classement de l'étape |                      |            |                               |                 |
| Coureur | Coureur              | Pays       | Équipe                        | Temps           |
| 1er | Iban Mayo            | Espagne    | Euskaltel-Euskadi             | 5 h 57 min 30 s |
| 2e | Alexandre Vinokourov | Kazakhstan | Telekom                       | + 1 min 45 s    |
| 3e | Lance Armstrong      | États-Unis | US Postal Service-Berry Floor | DQ              |
| 4e | Francisco Mancebo    | Espagne    | iBanesto.com                  | + 2 min 12 s    |
| 5e | Haimar Zubeldia      | Espagne    | Euskaltel-Euskadi             | + 2 min 12 s    |
| 6e | Joseba Beloki        | Espagne    | ONCE-Eroski                   | + 2 min 12 s    |
| 7e | Tyler Hamilton       | États-Unis | CSC                           | + 2 min 12 s    |
| 8e | Ivan Basso           | Italie     | Fassa Bortolo                 | + 2 min 12 s    |
| 9e | Roberto Laiseka      | Espagne    | Euskaltel-Euskadi             | + 2 min 12 s    |
| 10e | Pietro Caucchioli    | Italie     | Alessio                       | + 3 min 36 s    |

## Classement général
| \| Classement général \| Classement général \| Classement général \| Classement général \| Classement général \| \| Coureur \| Coureur \| Pays \| Équipe \| Temps \| \| ------------------ \| -------------------- \| ------------------ \| ----------------------------- \| ------------------ \| \| 1er \| Lance Armstrong \| États-Unis \| US Postal Service-Berry Floor \| DQ \| \| 2e \| Joseba Beloki \| Espagne \| ONCE-Eroski \| + 40 s \| \| 3e \| Iban Mayo \| Espagne \| Euskaltel-Euskadi \| + 1 min 10 s \| \| 4e \| Alexandre Vinokourov \| Kazakhstan \| Telekom \| + 1 min 17 s \| \| 5e \| Francisco Mancebo \| Espagne \| iBanesto.com \| + 1 min 37 s \| \| 6e \| Tyler Hamilton \| États-Unis \| CSC \| + 1 min 52 s \| \| 7e \| Roberto Heras \| Espagne \| US Postal Service-Berry Floor \| + 1 min 58 s \| \| 8e \| Jan Ullrich \| Allemagne \| Team Bianchi \| + 2 min 10 s \| \| 9e \| Ivan Basso \| Italie \| Fassa Bortolo \| + 2 min 25 s \| \| 10e \| Jörg Jaksche \| Allemagne \| ONCE-Eroski \| + 3 min 19 s \| |                      |            |                               |              |
| |                      |            |                               |              |
| |                      |            |                               |              |
| Classement général |                      |            |                               |              |
| Coureur | Coureur              | Pays       | Équipe                        | Temps        |
| 1er | Lance Armstrong      | États-Unis | US Postal Service-Berry Floor | DQ           |
| 2e | Joseba Beloki        | Espagne    | ONCE-Eroski                   | + 40 s       |
| 3e | Iban Mayo            | Espagne    | Euskaltel-Euskadi             | + 1 min 10 s |
| 4e | Alexandre Vinokourov | Kazakhstan | Telekom                       | + 1 min 17 s |
| 5e | Francisco Mancebo    | Espagne    | iBanesto.com                  | + 1 min 37 s |
| 6e | Tyler Hamilton       | États-Unis | CSC                           | + 1 min 52 s |
| 7e | Roberto Heras        | Espagne    | US Postal Service-Berry Floor | + 1 min 58 s |
| 8e | Jan Ullrich          | Allemagne  | Team Bianchi                  | + 2 min 10 s |
| 9e | Ivan Basso           | Italie     | Fassa Bortolo                 | + 2 min 25 s |
| 10e | Jörg Jaksche         | Allemagne  | ONCE-Eroski                   | + 3 min 19 s |

## Classements annexes
| Classement par points | Classement par points | Classement par points | Classement par points | Classement par points |
| Coureur               | Coureur               | Pays                  | Équipe                | Points                |
| --------------------- | --------------------- | --------------------- | --------------------- | --------------------- |
| 1er                   | Baden Cooke           | Australie             | Fdjeux.com            | 120 pts               |
| 2e                    | Robbie McEwen         | Australie             | Lotto-Domo            | 110 pts               |
| 3e                    | Thor Hushovd          | Norvège               | Crédit Agricole       | 104 pts               |
| 4e                    | Erik Zabel            | Allemagne             | Telekom               | 98 pts                |
| 5e                    | Stuart O'Grady        | Australie             | Crédit Agricole       | 91 pts                |

| Classement par points | Classement par points | Classement par points | Classement par points | Classement par points |
| Coureur               | Coureur               | Pays                  | Équipe                | Points                |
| --------------------- | --------------------- | --------------------- | --------------------- | --------------------- |
| 1er                   | Baden Cooke           | Australie             | Fdjeux.com            | 120 pts               |
| 2e                    | Robbie McEwen         | Australie             | Lotto-Domo            | 110 pts               |
| 3e                    | Thor Hushovd          | Norvège               | Crédit Agricole       | 104 pts               |
| 4e                    | Erik Zabel            | Allemagne             | Telekom               | 98 pts                |
| 5e                    | Stuart O'Grady        | Australie             | Crédit Agricole       | 91 pts                |

| Classement de la montagne | Classement de la montagne | Classement de la montagne | Classement de la montagne     | Classement de la montagne |
| Coureur                   | Coureur                   | Pays                      | Équipe                        | Points                    |
| ------------------------- | ------------------------- | ------------------------- | ----------------------------- | ------------------------- |
| 1er                       | Richard Virenque          | France                    | Quick Step-Davitamon          | 134 pts                   |
| 2e                        | Lance Armstrong           | États-Unis                | US Postal Service-Berry Floor | DQ                        |
| 3e                        | Francisco Mancebo         | Espagne                   | iBanesto.com                  | 61 pts                    |
| 4e                        | Rolf Aldag                | Allemagne                 | Telekom                       | 61 pts                    |
| 5e                        | Christophe Moreau         | France                    | Crédit Agricole               | 54 pts                    |

| Classement de la montagne | Classement de la montagne | Classement de la montagne | Classement de la montagne     | Classement de la montagne |
| Coureur                   | Coureur                   | Pays                      | Équipe                        | Points                    |
| ------------------------- | ------------------------- | ------------------------- | ----------------------------- | ------------------------- |
| 1er                       | Richard Virenque          | France                    | Quick Step-Davitamon          | 134 pts                   |
| 2e                        | Lance Armstrong           | États-Unis                | US Postal Service-Berry Floor | DQ                        |
| 3e                        | Francisco Mancebo         | Espagne                   | iBanesto.com                  | 61 pts                    |
| 4e                        | Rolf Aldag                | Allemagne                 | Telekom                       | 61 pts                    |
| 5e                        | Christophe Moreau         | France                    | Crédit Agricole               | 54 pts                    |

| Classement du meilleur jeune | Classement du meilleur jeune | Classement du meilleur jeune | Classement du meilleur jeune | Classement du meilleur jeune |
| Coureur                      | Coureur                      | Pays                         | Équipe                       | Temps                        |
| ---------------------------- | ---------------------------- | ---------------------------- | ---------------------------- | ---------------------------- |
| 1er                          | Denis Menchov                | Russie                       | iBanesto.com                 | 35 h 16 min 19 s             |
| 2e                           | Mikel Astarloza              | Espagne                      | AG2R Prévoyance              | + 2 min 14 s                 |
| 3e                           | Sylvain Chavanel             | France                       | Brioches La Boulangère       | + 5 min 04 s                 |
| 4e                           | Juan Miguel Mercado          | Espagne                      | iBanesto.com                 | + 5 min 19 s                 |
| 5e                           | Michael Rogers               | Australie                    | Quick Step-Davitamon         | + 5 min 22 s                 |

| Classement du meilleur jeune | Classement du meilleur jeune | Classement du meilleur jeune | Classement du meilleur jeune | Classement du meilleur jeune |
| Coureur                      | Coureur                      | Pays                         | Équipe                       | Temps                        |
| ---------------------------- | ---------------------------- | ---------------------------- | ---------------------------- | ---------------------------- |
| 1er                          | Denis Menchov                | Russie                       | iBanesto.com                 | 35 h 16 min 19 s             |
| 2e                           | Mikel Astarloza              | Espagne                      | AG2R Prévoyance              | + 2 min 14 s                 |
| 3e                           | Sylvain Chavanel             | France                       | Brioches La Boulangère       | + 5 min 04 s                 |
| 4e                           | Juan Miguel Mercado          | Espagne                      | iBanesto.com                 | + 5 min 19 s                 |
| 5e                           | Michael Rogers               | Australie                    | Quick Step-Davitamon         | + 5 min 22 s                 |

| Classement par équipes | Classement par équipes        | Classement par équipes | Classement par équipes |
| Équipe                 | Équipe                        | Pays                   | Temps                  |
| ---------------------- | ----------------------------- | ---------------------- | ---------------------- |
| 1re                    | Euskaltel-Euskadi             | Espagne                | 103 h 03 min 31 s      |
| 2e                     | US Postal Service-Berry Floor | États-Unis             | + 2 min 30 s           |
| 3e                     | iBanesto.com                  | Espagne                | + 6 min 50 s           |
| 4e                     | CSC                           | Danemark               | + 8 min 33 s           |
| 5e                     | ONCE-Eroski                   | Espagne                | + 9 min 32 s           |

| Classement par équipes | Classement par équipes        | Classement par équipes | Classement par équipes |
| Équipe                 | Équipe                        | Pays                   | Temps                  |
| ---------------------- | ----------------------------- | ---------------------- | ---------------------- |
| 1re                    | Euskaltel-Euskadi             | Espagne                | 103 h 03 min 31 s      |
| 2e                     | US Postal Service-Berry Floor | États-Unis             | + 2 min 30 s           |
| 3e                     | iBanesto.com                  | Espagne                | + 6 min 50 s           |
| 4e                     | CSC                           | Danemark               | + 8 min 33 s           |
| 5e                     | ONCE-Eroski                   | Espagne                | + 9 min 32 s           |